# جيك رودكين
جيك رودكين هو مُصمم ألعاب فيديو أمريكي وكاتب ومُصمم جرافيك ومدون صوتي. شارك في صناعة وكتابة ألعاب مثل حكايات من جزيرة القرد وذا واكينغ ديد،  وللعبة Poker Night at the Inventory ، و Puzzle Agent 2. كان أيضًا مُنتج الحلقة الخامسة من لعبة Sam &amp; Max: The Devil's Playhouse، ومُصمم وكاتب للعبة فاير ووتش.
شارك رودكين في تأسيس مُطور ألعاب الفيديو كامبو سانتو مع فانامان، نيلز أندرسون وأولي موس، وانضم إلى فالف عندما استحوذت الشركة على كامبو سانتو في عام 2018. إلى جانب صناعة ألعاب الفيديو، فهو أيضًا مؤسس مُشارك لشبكة بودكاست إيدل ثومبس باعتباره بودكاست الرئيسي، والذي شارك في استضافته جنبًا إلى جنب مع كريس ريمو ونيك بريكون وشون فانامان.

## المهنة
بدأ جيك رودكين مسيرته المهنية في مواقع الألعاب على الإنترنت، وهي The International House of Mojo و Adventure Gamers ، وشارك في تأسيس Idle Thumbs. كما انضم إلى تلتيل غيمز كمصمم جرافيك. أصبح في نهاية المطاف مصممًا للعبة ومخرجًا وكاتبًا وقائدًا للمشروع في تلتيل غيمز. في سبتمبر 2013، غادر هو وشون فانامان تلتيل غيمز وانضموا إلى أولي موس ومارك نينس أندرسون لتأسيس الأستوديو الخاص، كامبو سانتو. في أبريل 2018، انضم رودكين إلى فالف عندما استحوذت الشركة على كامبو سانتو. يعتبر رودكين أيضًا جزءًا من استوديو Skunkape Games الذي يقوم حاليًا بتطوير نسخ معدودة من ألعاب Sam & Max من تلتيل غيمز.
تعرف
تم ترشيح إعادة إصدار المجموعة المصورة Sam & Max: Surfin 'the Highway ، التي شارك في تصميمها جيك رودكين مع مُبتكر السلسلة ستيف بورسيل، لجائزة إيسنر في«أفضل ألبوم رسومي - مُعاد الطباعة» في عام 2009.
رُشِّح فيلم Tales of Monkey Island ، الذي كان جيك رودكين فيه المُخرج المشارك، لجائزة «أفضل تصميم فني» وفاز بجائزة «أكبر مفاجأة» في حفل جوائز آي جي إن Best of E3 2009. بعد إصدارها، فازت بأفضل لعبة مُغامرات لبي سي غيمر 2009، وتم ترشيحها لجائزة IGN كأفضل لعبة مغامرة لهذا العام للكمبيوتر الشخصي ووي،  وفازت بجائزة أفضل لعبة مُغامرات لعام 2009.
تم ترشيح لعبة Puzzle Agent 2 ، والذي شارك في كتابته جيك رودكين، لجوائز IGN's Best of E3 2011 لأفضل لعبة آيفون / آي باد.
فازت سلسلة الألعاب العرضية لعام 2012 ذا واكينغ ديد ، والتي كان فيها جيك رودكين مصمم مشارك للموسم، بأكثر من 80 جائزة لعبة العام.
فاز رودكين بالكتابة في الدراما في حفل جوائز الأكاديمية الوطنية لمراجعي تجارة ألعاب الفيديو لعام 2017 عن عمله في فاير ووتش.

## من أبرز أعماله المعتمدة
- تصميم جرافيكي للعبة (2007) Sam & Max Save the World.
- تصميم جرافيكي للعبة (2008) Sam & Max Beyond Time and Space
- قائد مشروع مُشارك للعبة (2009) Tales of Monkey Island
- فني Jurassic Park: The Game (2011)
- قائد مشروع مُشارك / كاتب مشارك (2011) Puzzle Agent 2
- قائد مشروع مُشارك للعبة ذا واكينغ ديد (2012)
- مُنتج لعبة فاير ووتش (2016)
- دور غير مُحدد للعبة هاف-لايف: أليكس (2020)

## الجوائز
فازت سلسلة ألعاب الحلقة ذا واكينغ ديد 2012 ، والتي كان فيها جيك رودكين المصمم المشارك للموسم، بأكثر من 80 جائزة من جوائز العام.
فاز رودكين بالكتابة في دراما في حفل توزيع جوائز المراجعين لألعاب الفيديو الوطنية لعام 2017 عن عمله في لعبة فاير ووتش.

## روابط خارجية
- Jake Rodkin
- موقع Telltale Games